# St. Antonius (Zörbig)

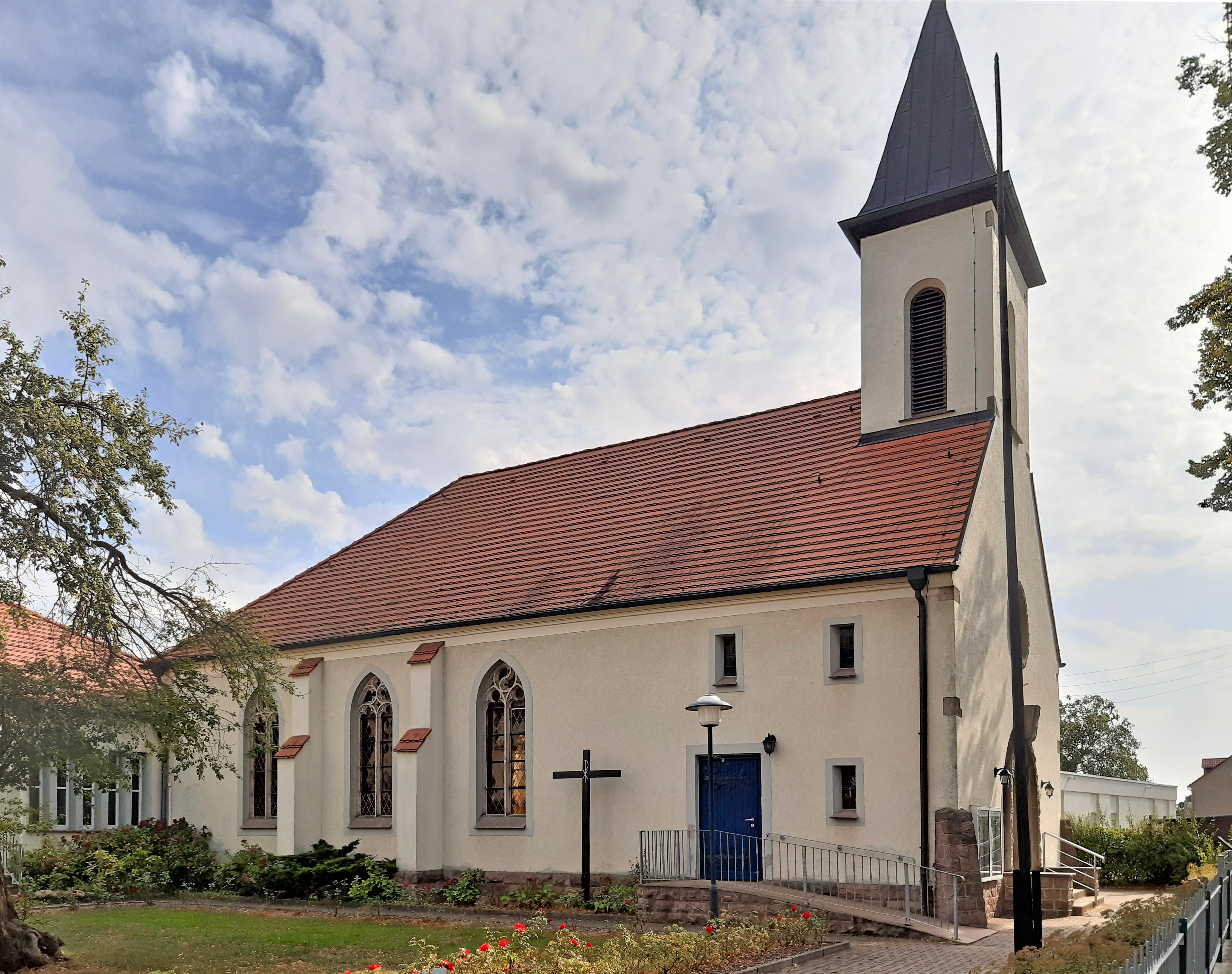
St.-Antonius-Kirche

St. Antonius ist die römisch-katholische Kirche in Zörbig, einer Stadt im Landkreis Anhalt-Bitterfeld in Sachsen-Anhalt. Das nach dem Heiligen Antonius von Padua benannte Kirchengebäude gehört zur Pfarrei Edith Stein Wolfen-Zörbig mit Sitz in Wolfen im Bistum Magdeburg und ist unter der Erfassungsnummer 094 90068 als Baudenkmal   ausgewiesen.

## Geschichte
Durch die 1539 in Zörbig durchgeführte Reformation wurde die Bevölkerung von Zörbig protestantisch. Von ungefähr 1875 an ließen sich wieder Katholiken in Zörbig nieder. Ab dem 2. Dezember 1881 fanden in Zörbig in einem angemieteten Raum gelegentlich Heilige Messen statt.
Am 2. April 1907 wurde der Kaplan Franz Schulte zum Filialvikar von Zörbig ernannt, womit in Zörbig, das zuvor zur Kirchengemeinde Sandersdorf gehörte, eine katholische Gemeinde gegründet wurde. Im Haus Theuerkauf wurde ein Raum angemietet, in dem eine katholische Kapelle eingerichtet wurde, in der bis zum Bau der Kirche die Gottesdienste stattfanden. An der Victor-Blüthgen-Straße wurde ein Baugrundstück gekauft, am 4. Mai 1911 fand die Grundsteinlegung der Kirche statt, und bereits am 2. Juli 1911 wurde sie benediziert. Die kleine Kirche, die teilweise auch als Kapelle bezeichnet wurde, war mit einem Walmdach eingedeckt, das einen Dachreiter mit einer Glocke trug. Zum 1. August 1915 wurden die Filialvikarien Sandersdorf und Zörbig zur Filialkirchengemeinde Sandersdorf vereinigt, Zörbig war von da an ein Seelsorgebezirk der Filialkirchengemeinde Sandersdorf. Zu den Seelsorgern, die an der St.-Antonius-Kirche tätig waren, gehörte auch Klemens Honselmann, der später Professor für Kirchengeschichte wurde.
Das Preußenkonkordat vom 14. April 1929, durch die Bulle Pastoralis officii nostri vom 13. August 1930 in Vollzug gesetzt, errichtete die Mitteldeutsche Kirchenprovinz. Infolgedessen kam der vom Geistlichen Gericht Erfurt abgetrennte Regierungsbezirk Merseburg mit dem Dekanat Wittenberg, zu dem Zörbig damals gehörte, an das nunmehrige Erzbischöfliche Kommissariat Magdeburg.
Da sich durch die Flucht und Vertreibung Deutscher aus Mittel- und Osteuropa die Zahl der Katholiken in Zörbig nach dem Zweiten Weltkrieg ungefähr verzehnfacht hatte, wurde zum 1. April 1949 die Filialkirchengemeinde Zörbig errichtet, die später zur Pfarrei erhoben wurde. Die nun zu klein gewordene Kirche wurde ab 1952 zur Straße hin erweitert und bekam einen neuen, größeren Turm. Der Dachreiter wurde später abgebrochen. Die vergrößerte Kirche wurde am 11. Oktober 1953 durch Weihbischof Friedrich Maria Rintelen geweiht. Langjähriger Seelsorger an der Kirche war von 1946 bis 1995 Pfarrer Walter Reiche.
1976 bekam die Kirche eine Orgel, 1977 wurde der Altarraum gemäß der Liturgiereform des Zweiten Vatikanischen Konzils verändert.
Am 8. Juli 1994 wurde das Bistum Magdeburg gegründet, und die Zugehörigkeit der Pfarrei Zörbig wechselte vom Erzbistum Paderborn zum Bistum Magdeburg. Im Bistum Magdeburg fand am 1. Januar 2009 eine Neugliederung der Dekanate statt. Die Pfarrei Zörbig wurde vom Dekanat Wittenberg, das damals aufgelöst wurde, dem neu gegründeten Dekanat Dessau zugeschlagen, wo Zörbig bis zur Auflösung der Dekanatsstrukturen am 31. August 2023 blieb. Am 28. November 2010, dem 1. Sonntag im Advent, erfolgte die Fusion der Pfarreien St. Antonius (Zörbig) und Edith Stein (Wolfen) zur heutigen Pfarrei Edith Stein Wolfen-Zörbig.

## Lage, Architektur und Ausstattung

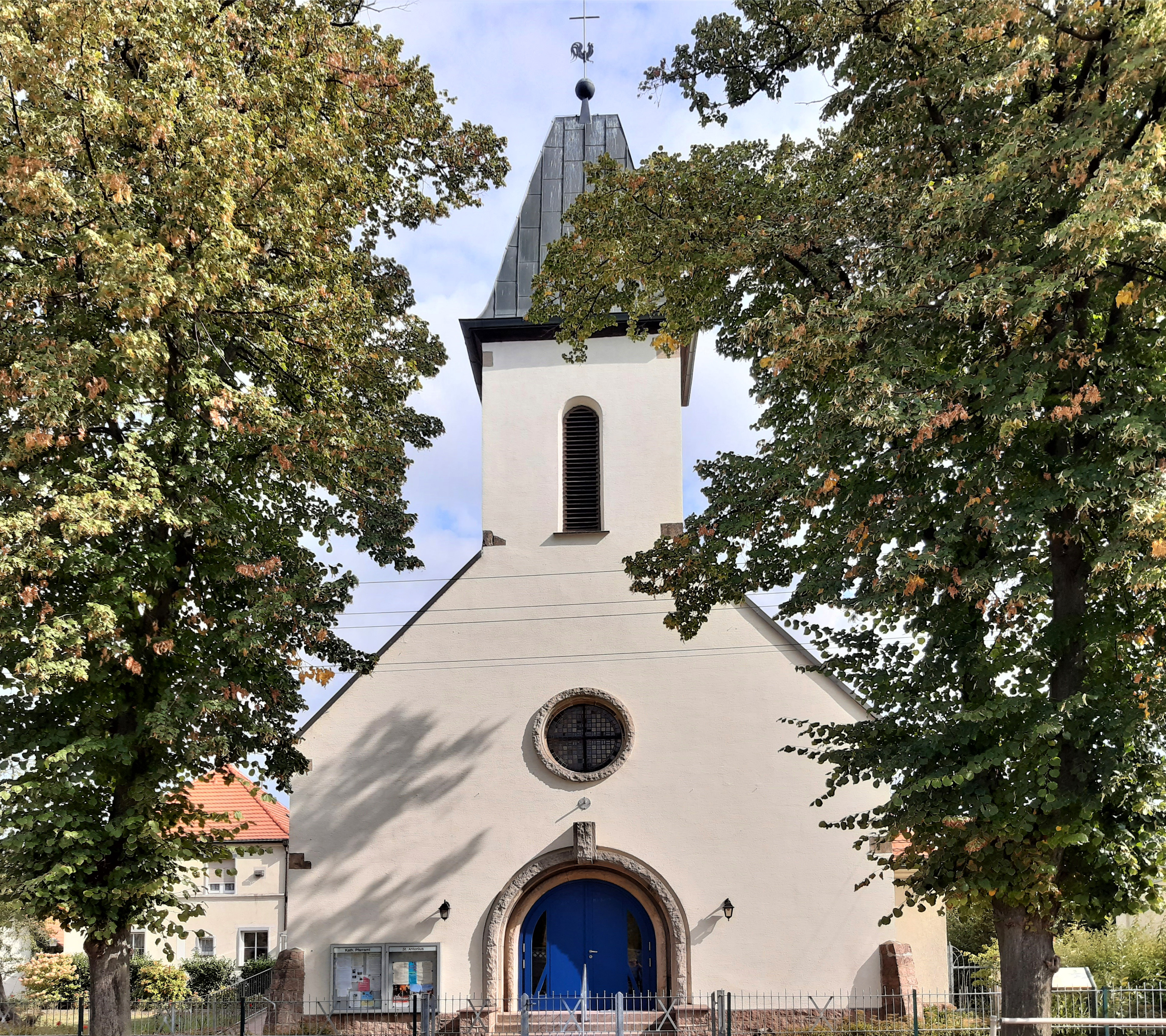
Straßenseite

Die geostete Kirche, ein Putzbau auf Bruchsteinsockel, steht im Norden vor Zörbig auf dem Grundstück Victor-Blüthgen-Straße 29. Im kreuzbekrönten Kirchturm hängen zwei Glocken.
Im Altarbild ist außer dem Kreuz auch der Baum des Lebens und ein Siebenarmiger Leuchter zu sehen. Der Bildschnitzer Felix Hertel aus Cottbus schuf die Statuen der Heiligen Maria und Antonius, dem Schutzpatron der Kirche, sowie 1964 die Kreuzwegstationen. Das Taufbecken ist ein Werk des ortsansässigen Steinmetz Hartmut Scholz. Die Orgel wurde 1976 eingebaut.